# Liste der Einträge im National Register of Historic Places im Butler County (Missouri)

Lage des Butler County in Missouri

Die Liste der Einträge im National Register of Historic Places im Butler County in Missouri führt die Bauwerke und historischen Stätten im Butler County auf, die in das National Register of Historic Places aufgenommen wurden.

## Legende
| NRHP | Historic Place    |
| HD   | Historic District |

## Aktuelle Einträge
| [ 3 ] | Name                                                 | Bild                                                 | Eintragsdatum        | Lage                                                                                                   | Ort                | Beschreibung     |
| ----- | ---------------------------------------------------- | ---------------------------------------------------- | -------------------- | --- | ------------------ | ---------------- |
| 1     | Butler County Courthouse                             | Butler County Courthouse                             | 1994 ID-Nr. 94001400 | Public Square 36° 45′ 23″ N, 90° 23′ 32″ W                                                             | Poplar Bluff       |                  |
| 2     | Alfred W. Greer House                                | Alfred W. Greer House                                | 1998 ID-Nr. 98000029 | 955 Kinzer Street 36° 45′ 39″ N, 90° 24′ 10″ W                                                         | Poplar Bluff       |                  |
| 3     | Hargrove Pivot Bridge                                | Hargrove Pivot Bridge                                | 1985 ID-Nr. 85003234 | Brücke der County Road 159 über den Black River 36° 38′ 50″ N, 90° 18′ 0″ W                            | Poplar Bluff       |                  |
| 4     | Koehler Fortified Archeological Site                 |                                                      | 1970 ID-Nr. 70000323 | Adresse nicht veröffentlicht                                                                           | östlich von Naylor |                  |
| 5     | Little Black River Archeological District            |                                                      | 1975 ID-Nr. 75001064 | Adresse nicht veröffentlicht                                                                           | östlich von Naylor |                  |
| 6     | Mark Twain School                                    | Mark Twain School                                    | 1998 ID-Nr. 98000031 | 1012 North Main Street 36° 45′ 58″ N, 90° 24′ 4″ W                                                     | Poplar Bluff       |                  |
| 7     | J. Herbert Moore House                               | J. Herbert Moore House                               | 1998 ID-Nr. 98000032 | 445 North 11th Street 36° 45′ 40″ N, 90° 22′ 20″ W                                                     | Poplar Bluff       |                  |
| 8     | Thomas Moore House                                   | Thomas Moore House                                   | 1998 ID-Nr. 98000033 | 435 Lester Street 36° 45′ 35″ N, 90° 23′ 39″ W                                                         | Poplar Bluff       |                  |
| 9     | Moore-Dalton House                                   | Moore-Dalton House                                   | 1994 ID-Nr. 94001398 | 421 North Main Street 36° 45′ 35″ N, 90° 23′ 38″ W                                                     | Poplar Bluff       |                  |
| 10    | North Main Street Historic District                  |                                                      | 2011 ID-Nr. 11000440 | 400 block North Main Street 36° 45′ 38″ N, 90° 23′ 40″ W                                               | Poplar Bluff       | Poplar Bluff MPS |
| 11    | John Archibald Phillips House                        | John Archibald Phillips House                        | 1998 ID-Nr. 98000034 | 522 Cherry Street 36° 45′ 14″ N, 90° 23′ 50″ W                                                         | Poplar Bluff       |                  |
| 12    | Poplar Bluff Commercial Historic District            |                                                      | 1994 ID-Nr. 94001401 | Abgegrenzt durch South Broadway, Cedar Street, Vine Street und 5th Street 36° 45′ 21″ N, 90° 23′ 40″ W | Poplar Bluff       |                  |
| 13    | Poplar Bluff Public Library                          | Poplar Bluff Public Library                          | 1994 ID-Nr. 94001399 | 318 North Main Street 36° 45′ 29″ N, 90° 23′ 32″ W                                                     | Poplar Bluff       |                  |
| 14    | Rodgers Theatre Building                             | Rodgers Theatre Building                             | 2001 ID-Nr. 01000750 | 204,214,216,218,220,222 und 224 North Broadway 36° 45′ 26″ N, 90° 23′ 36″ W                            | Poplar Bluff       |                  |
| 15    | South Sixth Street Historic District                 |                                                      | 1998 ID-Nr. 98000035 | 205-225-303 South 6th Street 36° 45′ 21″ N, 90° 23′ 50″ W                                              | Poplar Bluff       |                  |
| 16    | St. Louis, Iron Mountain and Southern Railroad Depot | St. Louis, Iron Mountain and Southern Railroad Depot | 1994 ID-Nr. 94001397 | 400 South Main Street 36° 45′ 13″ N, 90° 23′ 36″ W                                                     | Poplar Bluff       |                  |
| 17    | St. Louis-San Francisco Railroad Depot               | St. Louis-San Francisco Railroad Depot               | 1994 ID-Nr. 94001396 | 303 Moran Street 36° 45′ 15″ N, 90° 23′ 43″ W                                                          | Poplar Bluff       |                  |
| 18    | Wheatley Public School                               | Wheatley Public School                               | 1998 ID-Nr. 98000037 | 921 Garfield Street 36° 45′ 53″ N, 90° 23′ 49″ W                                                       | Poplar Bluff       |                  |
| 19    | Wilborn-Steinberg Site                               |                                                      | 1972 ID-Nr. 72000706 | Adresse nicht veröffentlicht                                                                           | Neelyville         |                  |
| 20    | Williamson-Kennedy School                            | Williamson-Kennedy School                            | 1998 ID-Nr. 98000036 | 614 Lindsay Street 36° 45′ 38″ N, 90° 23′ 30″ W                                                        | Poplar Bluff       |                  |
| 21    | Wright-Dalton-Bell-Anchor Department Store Building  | Wright-Dalton-Bell-Anchor Department Store Building  | 2006 ID-Nr. 06000247 | 201-205 South Main Street 36° 45′ 19″ N, 90° 23′ 36″ W                                                 | Poplar Bluff       |                  |
| 22    | Zehe Building                                        | Zehe Building                                        | 1994 ID-Nr. 94001402 | 203 Poplar Street 36° 45′ 20″ N, 90° 23′ 32″ W                                                         | Poplar Bluff       |                  |